# Crazy Lixx
Crazy Lixx ist eine schwedische Sleaze-Rock-Band, die 2002 in Malmö gegründet wurde. Der Name der Band bezieht sich auf eine elektronische Spielzeuggitarre, die Leadsänger und Gründer Danny Rexon als Kind besaß.

## Bandgeschichte
Sänger Danny Rexon, zuvor als Bassist und Gitarrist in Metal-Bands wie Vanity Dies Hard und Vanity aktiv, gründete 2002 zusammen mit Vic Zino und Joél Cirera Crazy Lixx, aufgrund des Wunsches nach mehr Achtziger-Hard-Rock-orientierter Musik, inspiriert von Bands wie Def Leppard, Mötley Crüe, Whitesnake oder Bon Jovi. Als geplantes Nebenprojekt entstand anschließend die Band Crucible, die nach kurzer Zeit jedoch wieder aufgelöst wurde. Der Bandname bezieht sich auf die elektronische Spielzeuggitarre Hot Lixx von TYCO, die Rexon als Kind als Weihnachtsgeschenk erhielt und die Metalriffs abspielte. Im Zuge der Bandgründung erinnerte er sich jedoch nicht korrekt an den Namen des Spielzeuges, so dass dies zu „Crazy Lixx“ führte.
Zusammen mit Musikgruppen wie Crashdïet, zählten Crazy Lixx so zu den ersten Bands der sogenannten „New Wave of Swedish Sleaze“. 2003 wurde ein Demo aufgenommen, mit Danny Rexon erstmals als Sänger, der zuvor Gitarre spielte, da kein anderer Sänger gefunden wurde. Das Demo enthielt die drei Tracks Bad in a Good Way, Death Row und Love on the Run. Ein erster kleiner Erfolg bestand darin, dass ein Lied dieser Demo auf der US-amerikanischen Kompilation Hollywood Hairspray Vol. 3 platziert wurde. 2005 folgte die erste, noch im Eigenvertrieb veröffentlichte, EP Do or Die. Nach einer Tour 2006 im Vorprogramm von Ex-Guns-N’-Roses-Gitarrist Gilby Clarke, wurde Crazy Lixx 2007 vom Label SwedMetal Records unter Vertrag genommen und die EP Heroes Are Forever veröffentlicht.
Im Juli 2007 begannen Crazy Lixx mit den Aufnahmen an ihrem Debütalbum Loud Minority. Eingespielt wurde es in den Polar Studios in Stockholm und produziert von Chris Lanley, der auch schon für Candlemass, Europe, und Crashdiet tätig war. Nach einer kurzen Tour durch Großbritannien und einem Auftritt auf dem Sweden Rock Festival erschien Loud Minority im November 2007. Begleitet von einem wohlwollenden Presseecho erreichte es Platz zwei der schwedischen Hard-Rock-Charts. Anfang des Jahres 2008 gingen Crazy Lixx auf Tour mit Hardcore Superstar.
Zum Ende der Tour mit Hardcore Superstar entschied sich Vic Zino, Crazy Lixx zu verlassen und Hardcore Superstar beizutreten. Neuer Gitarrist wurde Andy Dawson. Nachdem Crazy Lixx sich von Swedmetal Records getrennt hatten, begannen sie 2009 erneut zu touren, dabei auch als Headliner auf dem Rest in Sleaze-Festival. Mitte 2009 begannen sie mit den Aufnahmen zum neuen Album New Religion, welches über Frontiers Records im Frühjahr 2010 veröffentlicht wurde. Auch dieses Album wurde von Kritikern und Fans positiv aufgenommen. Der Erfolg des Albums öffnete der Gruppe laut eigener Aussage viele Türen.
2011 gab Schlagzeuger Joél Cirera aus familiären Gründen seinen kurzzeitigen Ausstieg bekannt. Vor Veröffentlichung des dritten Albums Riot Avenue verließ Bassist Loke Rivano die Band aufgrund musikalischer Differenzen. Zum letzten Mal trat er am 9. März 2012 beim Rock the Night-Festival in Lichtenfels mit Crazy Lixx auf. Im Gegensatz zum melodischen Vorgängeralbum ist Riot Avenue dabei bewusst „roher“ und „rotziger“ gehalten, um dem Wunsch nach einem härteren Klangbild nachzukommen.
2014 erschien das selbstbetitelte Album Crazy Lixx. Die Musikseite Stormbringer urteilt, der Sound könne „direkt aus den 80ern stammen“. Die Riffs seien „fetzig“ und „Party-mäßig“. Crazy Lixx wären ihrem Stil treu geglieben, hätten diesen aber „verfeinert und ausgefeilt“. Nach 2013 folgte 2015 erneut ein Auftritt beim Bang-Your-Head-Festival. Der Austritt der Gitarristen Zata und Liam im gleichen Jahr bedrohte Rexon zufolge zeitweise die Existenz der Band. Mit Sound Of The Live Minority erschien 2016 das erste Live-Album von Crazy Lixx, bereits mit den beiden neuen Mitgliedern Jens Lundgren und Chrisse Olsson.
2017 erschien mit Ruff Justice das mittlerweile fünfte Studioalbum der Gruppe. Die Seite Powermetal.de lobt es als „vorläufige Krönung einer beachtlichen Entwicklung“ und „das Highlight im Bandkatalog“. Weiter lobt sie die Performance, starke Melodien bei „semiballadesken Momenten und diversen schwungvollen Uptempo-Rockern“, sowie „eine Reihe wunderbarer Hooklines“. Ruff Justice sei „eine Scheibe, an der sich die Band künftig ebenso messen lassen muss wie die Konkurrenz“. Das 2017 veröffentlichte Computerspiel Friday the 13th – The Game beinhaltete drei Lieder von diesem Album, dabei als Titellied das Stück Killer. Nach 2015 traten Crazy Lixx 2018 erneut als Headliner beim Sleaze Fest in Bochum auf. 2019 folgte ein Auftritt beim Wacken Open Air als Headliner auf der „History Stage“, außerdem erschien im selben Jahr das Album „Forever Wild“.
2021 wurde „Street Lethal“, das siebte Album von Crazy Lixx, veröffentlicht.
Gegen Ende des Jahres 2023 wurden die Singles „Fire It Up“, „Lights Out!“, „Whiskey Tango Foxtrot“, und „Sword And Stone“ veröffentlicht, wobei die drei ersten genannten Singles Neuaufnahmen älterer Crazy Lixx Songs waren. Kurz darauf, Anfang 2024, kam das Album „Two Shots At Glory“ heraus, neun der zwölf enthaltenen Lieder sind ebenfalls Neuaufnahmen älterer Songs, darunter die besagten drei Singles.
Am 21. März 2024 gab der Schlagzeuger Joél Cirera bekannt, nach Crazy Lixx' Auftritt in Kopenhagen am 11. Mai die Band zu verlassen.

## Diskografie

### Alben
- 2007: Loud Minority
- 2010: New Religion
- 2012: Riot Avenue
- 2014: Crazy Lixx
- 2016: Sound of the Live Minority (Livealbum)
- 2017: Ruff Justice
- 2019: Forever Wild
- 2021: Street Lethal
- 2024: Two Shots at Glory
- 2025: Thrill of the Bite

### Singles/EPs
- 2005: Do or Die
- 2007: Heroes Are Forever
- 2008: Make Ends Meet
- 2008: Want It
- 2012: In the Night
- 2014: Sympathy
- 2015: Heroes
- 2023: Whisky Tango Foxtrot
- 2023: Light Out!
- 2023: Fire It Up
- 2023: Sword and Stone
- 2024: Ain't No Rest in Rock N' Roll
- 2024: Call of the Wild

### Musikvideos (Original)
- 2014: Call to Action
- 2014: Hell Raising Women
- 2016: All Looks, No Hooks
- 2017: Wild Child
- 2017: Hunter of the Heart
- 2019: Break Out
- 2019: Silent Thunder